# Valeria Fabrizi
Valeria Fabrizi, född 28 oktober 1936 i Verona, är en italiensk skådespelare.

## Filmografi (urval)
- 1955 – La donna più bella del mondo
- 1960 – Anonima cocottes
- 1965 – Här kommer bärsärkarna